# Borgarnes
Borgarnes ([ˈpɔrkarˌnɛˑs]) es una ciudad situada en una península en la costa del Borgarfjörður en la República de Islandia. Es la capital de la región de Vesturland. La ciudad está situada 60 kilómetros al norte de la capital Reikiavik y está conectada con el Hringvegur a través del segundo puente más grande de Islandia, el Borgarfjarðarbrú.

## Historia
La primera mención de Borganes se encuentra en la Saga de Egil Skallagrímson, en la que aparece con el nombre de Digranes. Su primer colono fue Grani, un compañero de navío de Skallagrímur, el primer líder y colono del área de Borgarfjörður. No se tiene noticias de otras iniciativas de establecimiento en el lugar sino hasta el siglo XIX.
Tras la caída del monopolio comercial de Dinamarca en la isla, hubo una gran demanda comercial en la zona y el rey Federico VII de ese país, al que Islandia pertenecería hasta 1945, autorizó que Borgarnes fuera un punto de comercio en 1861.
El primer edificio propiamente dicho de la zona fue una fábrica de conservas, construido en 1857 y demolido pocos años más tarde. En 1877 se construyó una casa comercial y pocos años después comenzó el poblamiento del área.
En 1913, Borgarnes se convirtió oficialmente en una comunidad llamada Borgarneshreppur, nombre que se cambió por Borgarnesbær en 1987. Los derechos y privilegios de una ciudad (kaupstaðurréttindi) fueron otorgados  el 24 de octubre de 1987.  Borgarnes tenía 1 704 habitantes en 1989. Más tarde, en 1994, Borgarnesbær se unió con Hraunhreppur, Norðurárdalshreppur y Stafholtstungnahreppur en un municipio llamado Borgarbyggð. Más tarde, en 1998 Álftaneshreppur, Borgarhreppur y Þverárhlíðarhreppur se unieron a su vez a este nuevo municipio.

## Atracciones turísticas
La ciudad de Borgarnes es conocida por el parque Skallagrímsgarður donde se halla una pequeña colina. Se dice que se trata del túmulo de Skallagrímur Kveldúlfsson, un héroe de la época de los vikingos.
Borgarneskirkja es una iglesia protestante con 200 asientos construida entre 1953 y 1959 que cuenta con un órgano relativamente grande construido en Alemania en 1967. Se ubica en el centro de la ciudad. Borgarkirkja es otra iglesia interesante que se halla en el caserío Borg á Mýrum a tres quilómetros del centro. Fue construida de madera arrojada a la costa en 1880 y declarada monumento nacional en 1990. Es de 9.80 m de largo y 6.45 m de ancho. Según una leyenda la primera iglesia del caserío fue construida ya en 1003 en el mismo lugar.
El museo Safnahús Borgarfjarðar se dedica a la ornitología y a la historia de la región. El edificio histórico Pakkhús abriga el museo Landnámssetur Íslands que se refiere especialmente a la cultura de los vikingos de la región.

## Galería

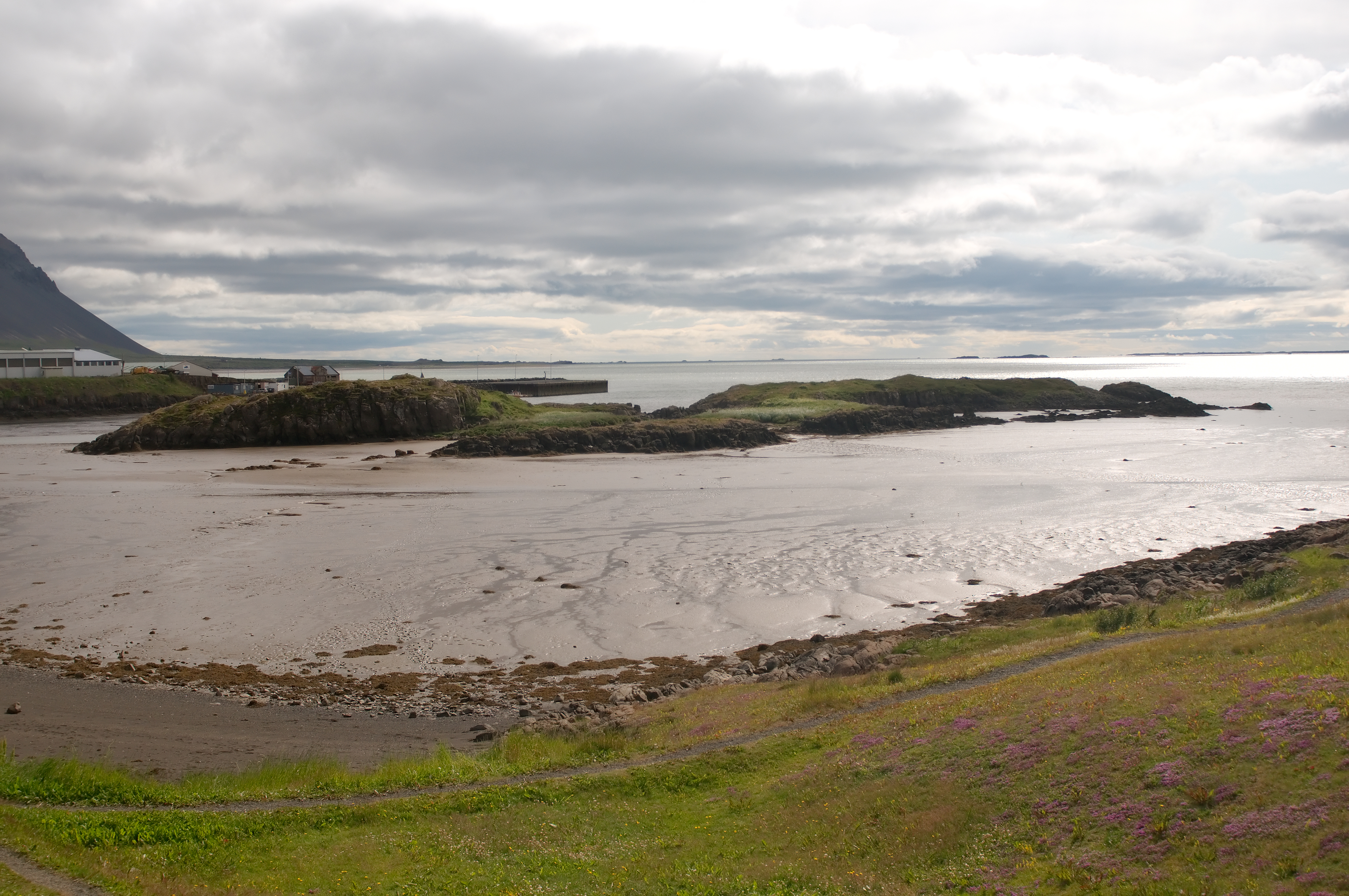
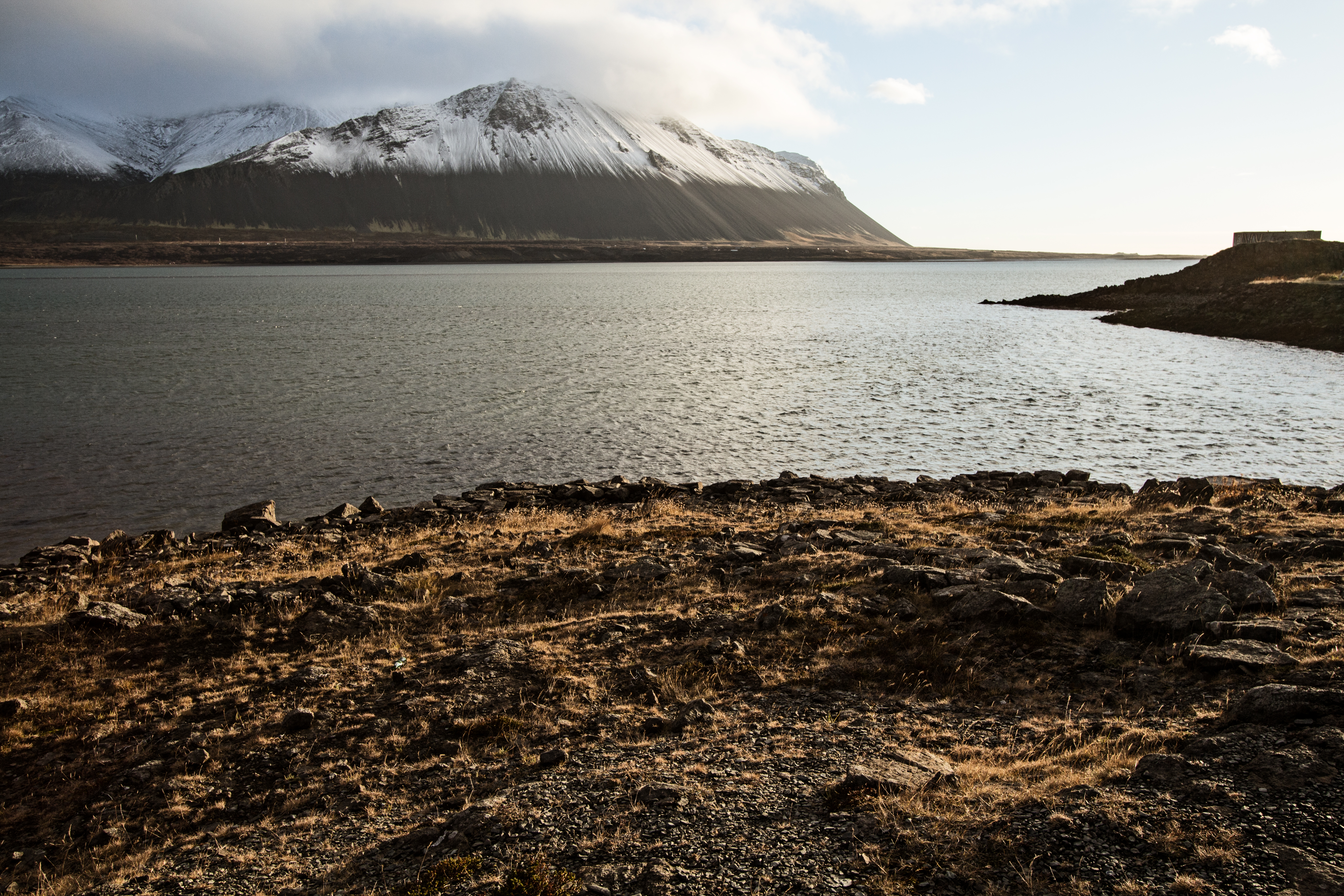
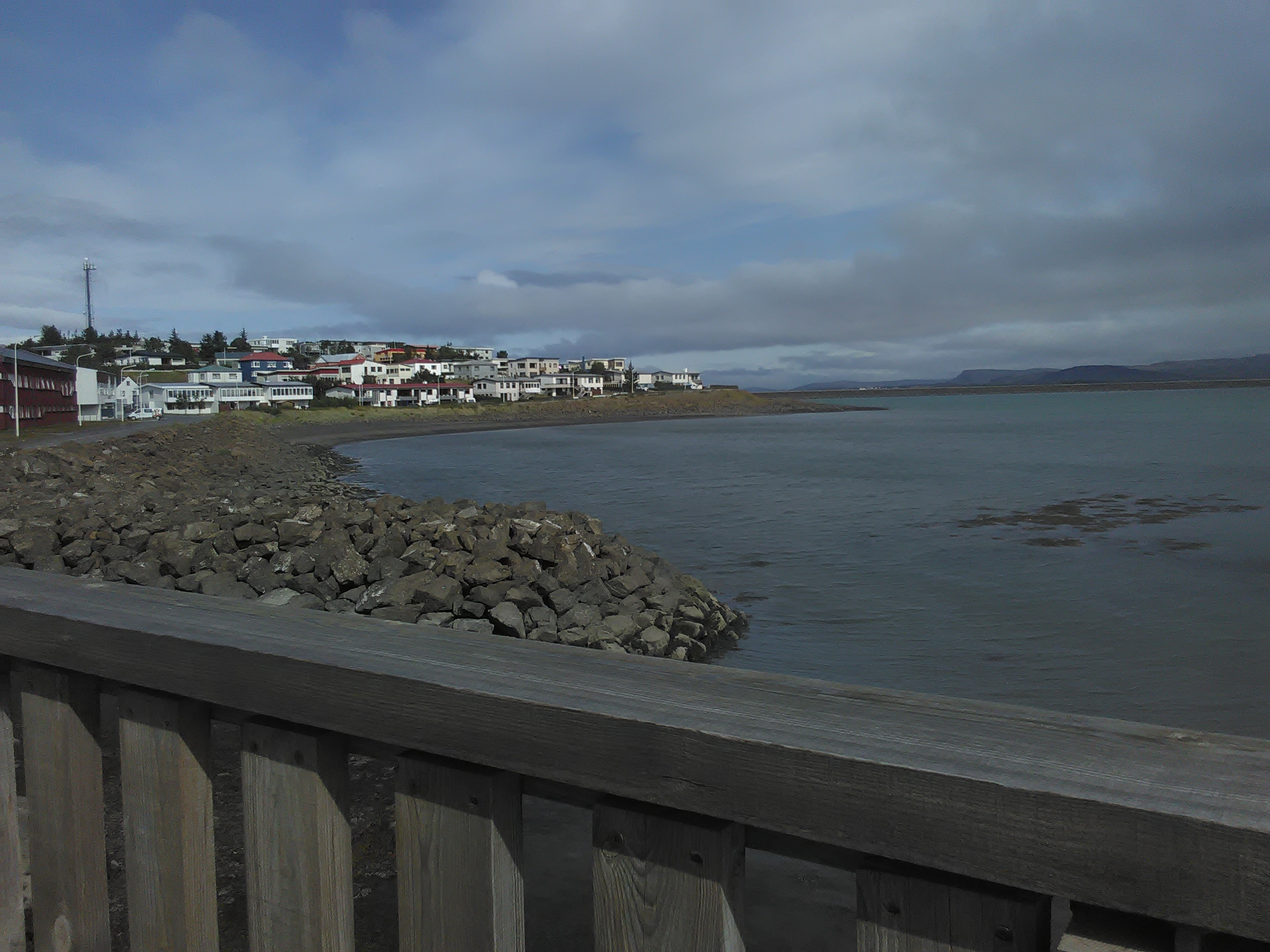
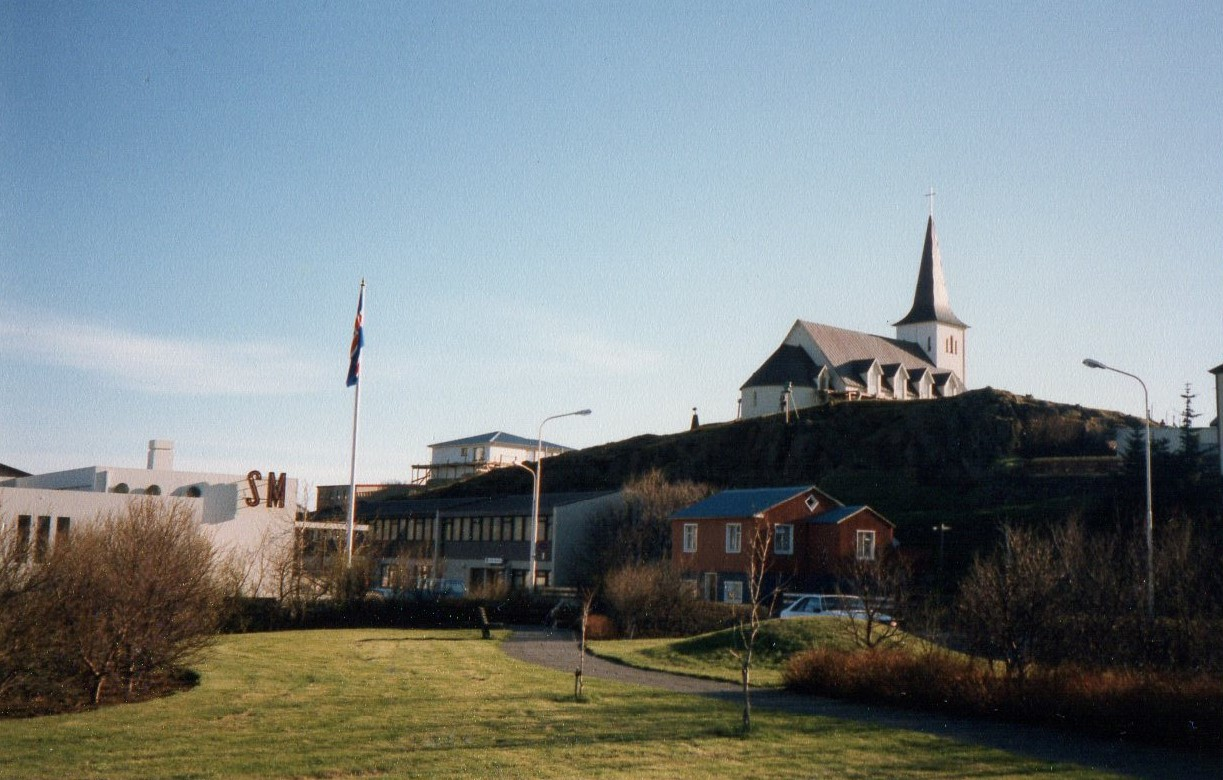
Parque Skallagrímsgarður
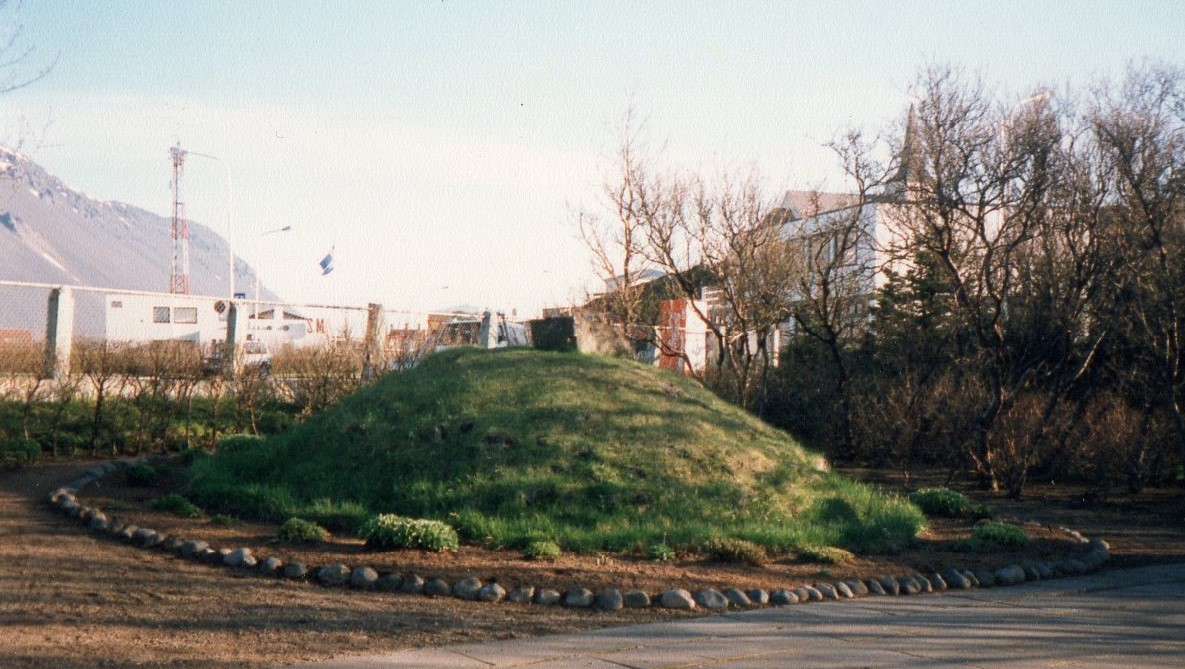
Túmulo del héroe Skallagrímur Kveldúlfsson